# Гарольд Сент-Джон
Гарольд Сент-Джон (англ. Harold St. John; 1892–1991) — американський ботанік, дослідник флори Гавайських островів, провідний фахівець по роду Пандан.

## Життєпис
Гарольд Сент-Джон народився у Піттсбурзі 25 липня 1892 року в родині Чарлза Еліота Сент-Джона. Навчався у Гарвардському університеті, у 1914 році закінчив його зі ступенем бакалавра. У 1917 році отримав ступінь доктора філософії під керівництвом професора Мерріта Л. Ферналда. Під час Першої світової війни Сент-Джон був офіцером на фронті.
У 1920 році Гарольд Сент-Джон був призначений професором в Коледжі штату Вашингтон. У 1922 році він одружився із Елізабет Чендлер. У 1930 році Гарольд Сент-Джон на запрошення Гавайського університету переїхав до Гонолулу та очолив департамент ботаніки Університету. Під час японської атаки на Перл-Гарбор Сент-Джон вів експедицію по острову Оаху. У грудні 1941 року Гавайський університет був на декілька місяців закритий, а Гарольд у 1944 році був відправлений у Південну Америку для видобутку цинхони, необхідної в армії для боротьби з малярією. Навесні 1945 року він повернувся у Гонолулу.
Після Другої світової війни Сент-Джон продовжив подорожувати по Океанії, у 1945 році відвідав Маршаллові острови, а у 1946 році — Австралію. У 1959 році він упродовж року викладав у Чатамському коледжі у Піттсбурзі, у 1960 році — у Сайгонському університеті у В'єтнамі. Згодом він подорожував по Африці, вивчаючи місцеві види пандану. Після цього він вирушив до Європи для ревізії гербарних зразків пандана, що зберігаються в гербаріях під Флоренцією, Лондоні, Парижі та Лейдені. Декілька місяців він викладав у Каїрському університеті у Єгипті.
Гарольд Сент-Джон був членом Американської асоціації сприяння розвитку науки та Лондонського Ліннеївського товариства.
Гарольд Сент-Джон помер 12 грудня 1991 року у Гонолулу в віці 99 років.

## Деякі види рослин, названі на честь Г. Сент-Джона
- Garnotia st-johnii J.W.Moore, 1963
- Hedyotis st-johnii B.C.Stone & Lane, 1958 [= Kadua st-johnii (B.C.Stone & Lane) W.L.Wagner & Lorence, 2005]
- Ixora st-johnii Fosberg, 1937
- Myrsine st-johnii Hosaka, 1940 [= Rapanea st-johnii (Hosaka) O.Deg. & I.Deg., 1971]
- Nesoluma st-johnianum H.J.Lam & B.Meeuse, 1938 [= Sideroxylon st-johnianum (H.J.Lam & B.Meeuse) Smedmark & Anderb., 2007]
- Phyllanthus st-johnii W.L.Wagner & Lorence, 2011
- Psychotria st-johnii Fosberg, 1940
- Rollandia st-johnii Hosaka, 1935 [= Cyanea st-johnii (Hosaka) Lammers, Givnish & Sytsma, 1993]